# オートライト

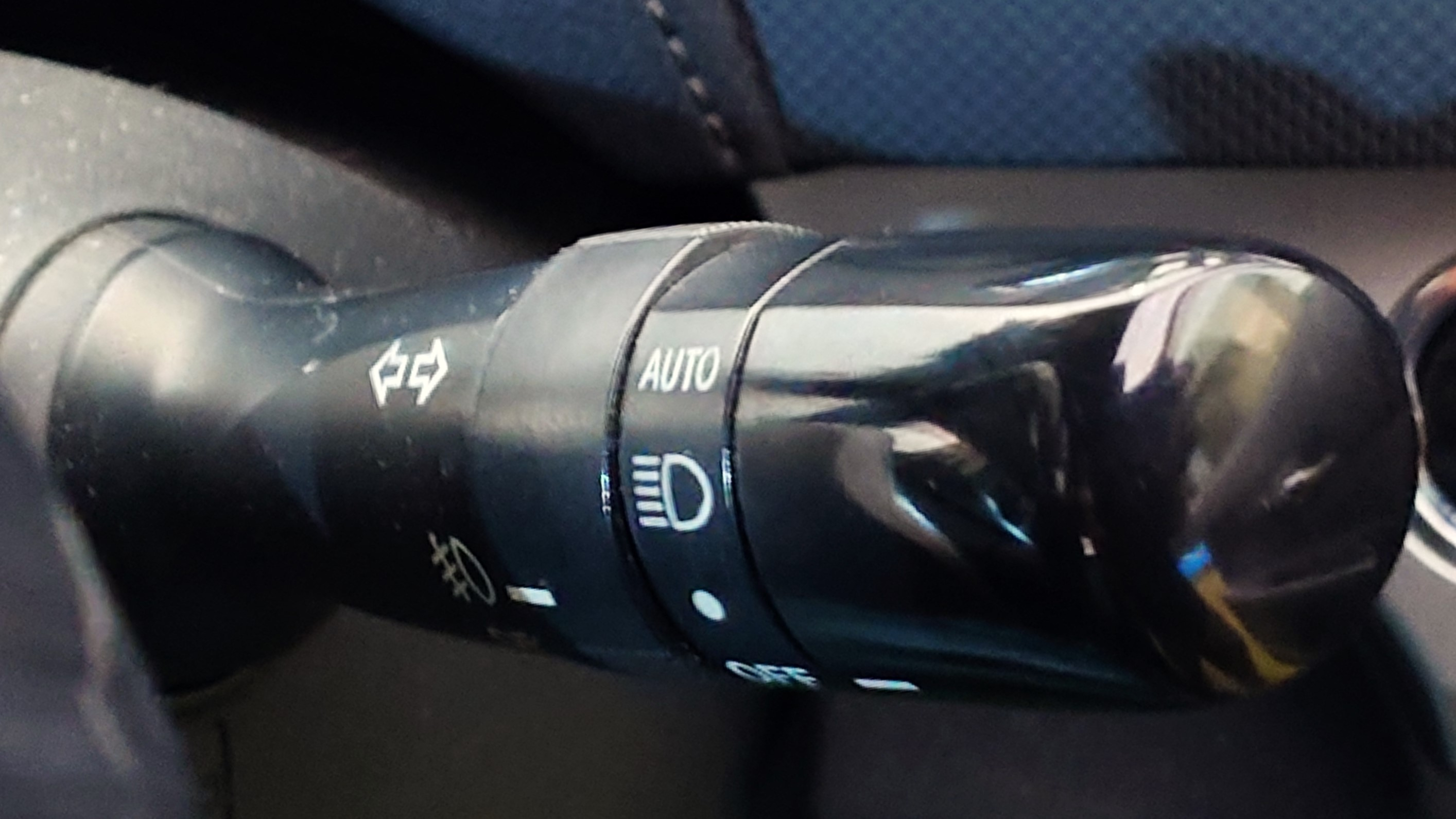
トヨタ・カローラルミオンのライトスイッチ

オートライト (Auto Light)は、文字通り自動車、自転車にて周りが暗くなると自動的に点灯するヘッドライトである。使用するには、自転車では専用のライトとハブダイナモと呼ばれる車軸一体型の発電機、自動車では専用のユニットが必要である。トヨタ車では専ら「コンライト」と呼称される。

## 構成要素

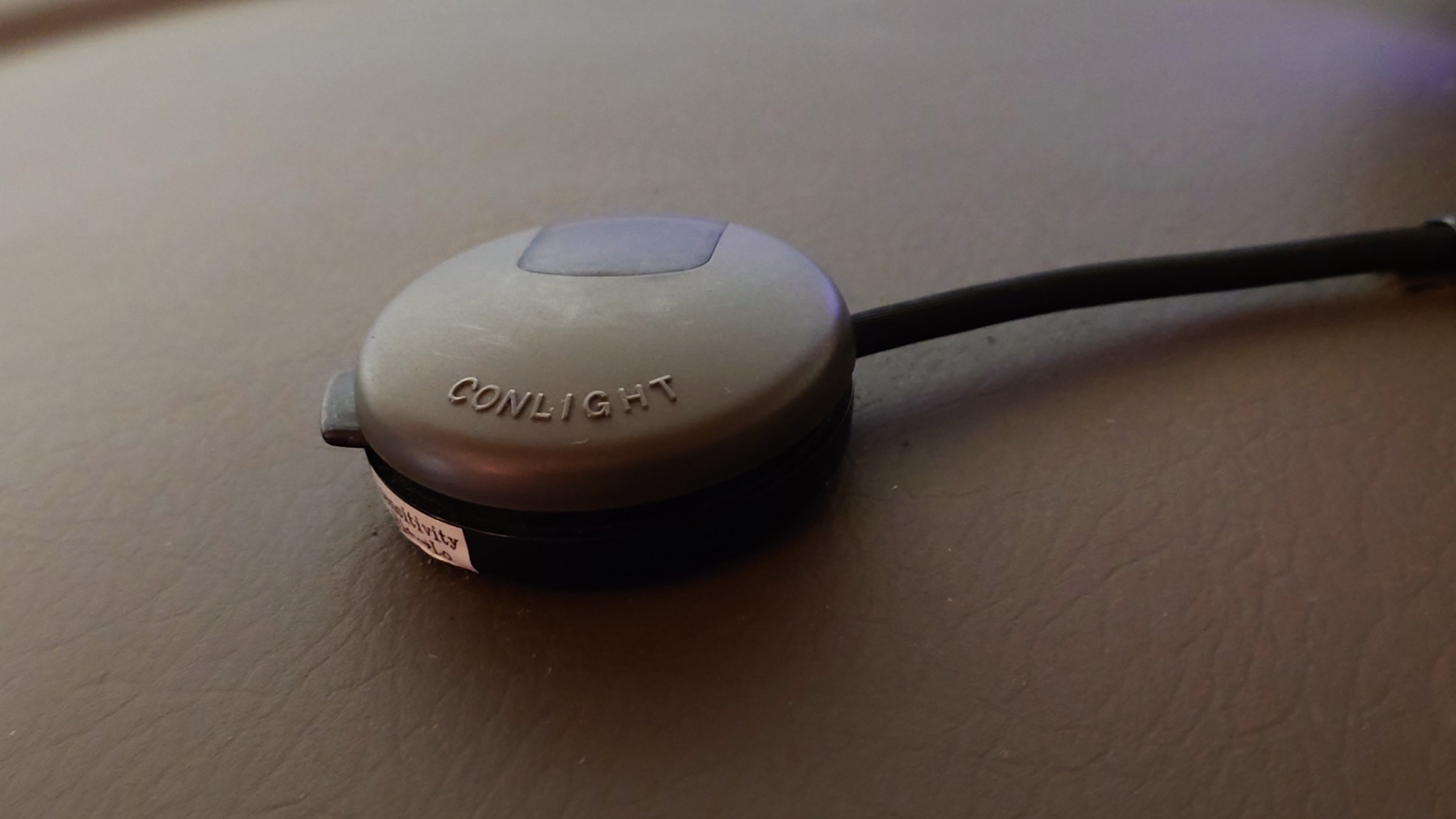
トヨタ純正オプションの後付けオートライトユニット

スイッチ
ハンドル近くに設けられた照明制御用のコンビネーションスイッチに「AUTO」ポジションがあり、この「AUTO」ポジションに設定することによりオートライト機能が有効になる。「AUTO」ポジション以外の場合は、必要に応じて自分で照明を切り替えることができる。
センサー
自動車のフロントウインドウ中央上部あるいはダッシュボード上に取り付けられた照度センサーにより、照度を検出する。
ユニット
電子回路を内蔵した制御ユニット（多くの場合はマイコン制御）である。照度センサーで検出したに暗さに感応してライトが点灯する。このユニットには同時に雨滴に感応するとワイパーが作動するレインセンサーが装備される車種もある。また、ライトスイッチの回路に割り込ませる事でオートライト機能を付与する後付けユニットも存在する。

### 動作の仕組み
基本は、照度センサーで検出した照度に従って、スモールランプやヘッドライトを点灯するものである。
1. 照度センサーで検出した照度が、設定値A1を割り込んだときにスモールランプを点灯する
2. さらに照度が、設定値B1を割り込むとヘッドライトを点灯する
3. この後照度が、設定値B2に回復するとヘッドライトを消灯する。設定にはB1<B2の関係がある。
4. この後照度が、設定値A2に回復するとスモールランプを消灯する。設定にはA1<A2の関係がある。

消灯する基準が点灯する基準より明るくなっているのは、基準付近の照度のときに何度も点灯と消灯を繰り返すのを避けるためで、街灯や庭園灯の自動点灯でも常道となっている。また、高架橋の下を通過する場合など、一瞬だけ暗くなったときにヘッドライトが点灯-消灯すると、何かの合図を送ったのではないかと誤解されるおそれがあるので、照度設定値の割り込みがある時間持続したときにのみ本当に暗くなったと判断するようになっている。
さらに、トンネル内ではヘッドランプの点灯が法令で義務付けられているが、トンネル内はナトリウム灯により十分な照度があるので、照度だけに頼った制御をしているとヘッドランプが点灯しないことになる。このため高級車の一部には、照度センサーの検出信号を分析しナトリウム灯特有のちらつきを検出した場合、トンネル内走行と判断しヘッドライトを点灯する「トンネルモード」を備えたものもある。

## オートライト義務化

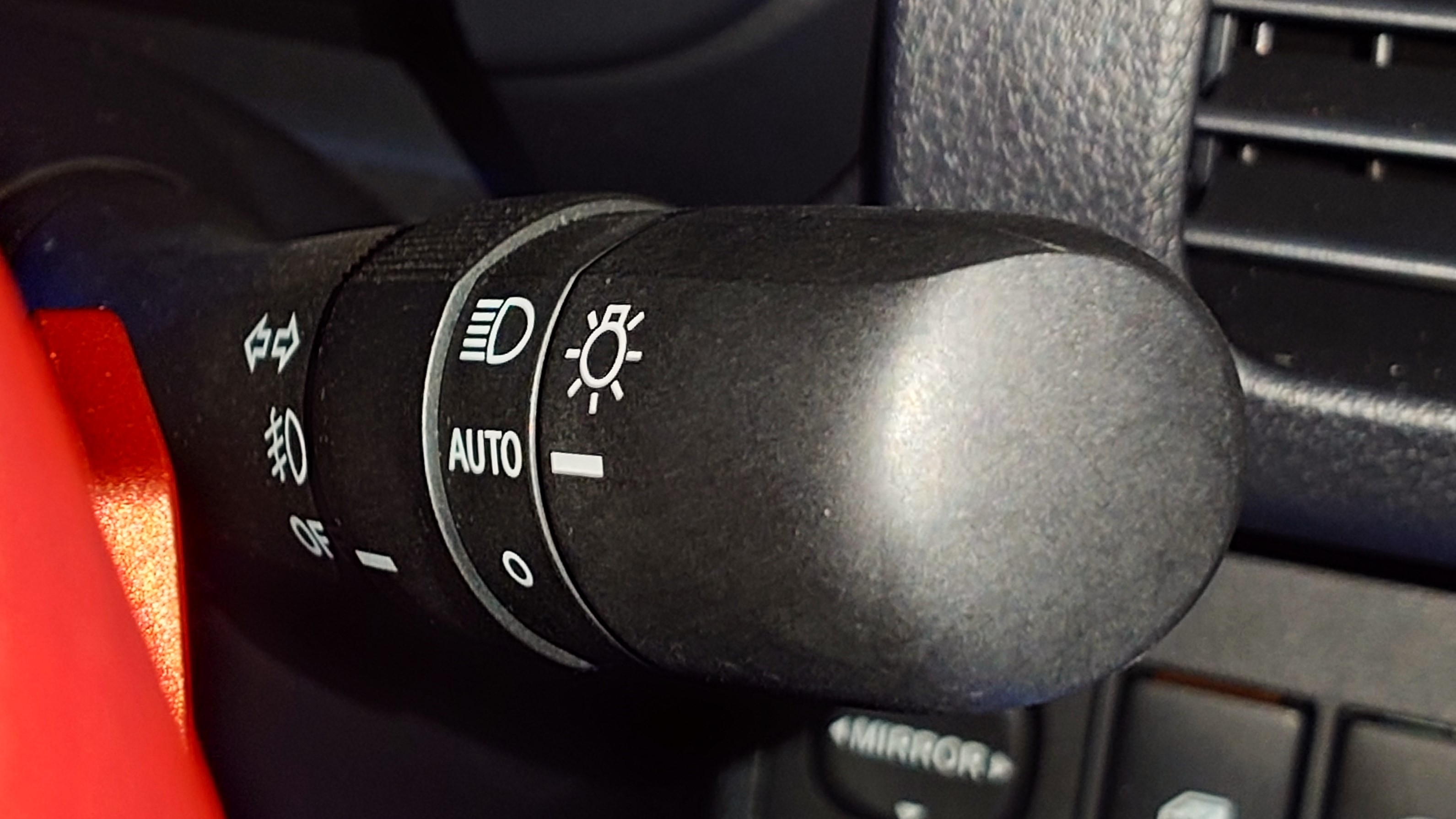
ダイハツ・コペンのライトスイッチ

JAFの2014年8月の調べではオートライト装備車は約3割にとどまっている。欧州ではオートライトが2011年から義務化されており、日本でもそれに倣うかたちで、国土交通省が各自動車メーカーに対し前照灯の自動点灯機能（オートライト）の装備を義務化した。オートライトの義務化により薄暮時の事故防止に効果があるとみられている。オートライトの点灯のタイミングはメーカーや車種、あるいはその設定などによって異なっていたが、国土交通省によって統一された。操作方法は自動車メーカーの裁量に任されたが、手動操作でオートライトを解除することができては装着を義務化した意味が無くなってしまうので、駐停車時およびハイビームを点灯したときを除いて手動による解除ができないこととされた。一般の乗用車では、2020年4月以降の新型車に義務付けられる。継続生産車にも2021年10月以降義務付けられる。

## 自転車オートライト
電源と前照灯の間に光センサーを組み込み、周囲の光量が少ない（＝暗い）場合に電流が流れるように回路を構成している。
ハブダイナモ部分はたいていシマノ製のインターLだが、専用ライトにいろいろ種類がある。同じくシマノ製の物や、ブリヂストンの「点灯虫」、ミヤタの「ウルトラレーザービーム」などがある。

## 参考リンク
- JAF Safety Light オートライトはいつ点く？（前編）
- JAF Safety Light オートライトはいつ点く？（後編）